# George Adams
Pour les articles homonymes, voir George Adams (homonymie) et Adams.
George Adams (George Rufus Adams) est un saxophoniste (principalement ténor mais parfois soprano) et flûtiste de jazz américain né le  29 avril 1940 à Covington (Géorgie) et décédé le 24 novembre 1992 à New York.

## Biographie
Dans sa jeunesse George Adams est initié par son frère au rhythm and blues mais aussi au bebop. Il accompagne au piano la chorale de son église. Il apprend ensuite le saxophone.
Il commence sa carrière professionnelle en accompagnant des bluesmen (Howlin' Wolf, Little Walter, Elmore James, Lightnin' Hopkins). En 1961, il est membre de l'orchestre de Sam Cooke. À la même époque, il apprend la flûte avec Wayman Carver, un des pionniers de l'instrument en jazz.
À partir de 1963, il s'installe dans l'Ohio où il joue dans des « organ combos », une musique entre jazz et rhythm and blues, où son style expressionniste et ses talents de « saxophoniste hurleur » font merveille. Il est d'ailleurs aussi parfois chanteur dans la plus grande tradition des « blues shouters ».
En 1969, il s'installe à New York où, musicien « free lance », il joue dans divers groupes de jazz (Roy Haynes, Art Blakey…). En 1973, Charlie Mingus, séduit par le mélange de tradition et de modernité qui caractérise le style du saxophoniste, l'engage. George Adams reste dans  l'orchestre du contrebassiste jusqu'en 1976.
À partir de 1976, Adams dirige une série de petites formations (parfois codirigées par Don Pullen). On peut l'entendre aussi  jouant sous la direction d'autres jazzmen :  McCoy Tyner, Gil Evans, Hannibal Marvin Peterson… Il pratique aussi une sorte de « free blues » avec le guitariste et chanteur James Blood Ulmer dans le groupe « Phalanx ». Enfin, on le retrouve souvent dans des orchestres perpétuant la musique de Mingus : les groupes « Orange the Blues » (alias « Mingus Epitaph ») dirigé par Gunther Schuller et « Mingus Dinasty ».
Il meurt en 1992, lors d'une intervention chirurgicale.

## Discographie

### En tant que leader
- Jazz a Confronto 22 (Horo Records, 1975)
- Suite for Swingers (Horo, 1976)
- Paradise Space Shuttle (Timeless Muse, 1979)
- Sound Suggestions (ECM, 1979)
- Hand to Hand - avec Dannie Richmond (Soul Note, 1980)
- Melodic Excursions - avec Don Pullen (Timeless, 1982)
- Gentleman's Agreement - avec Dannie Richmond (Soul Note, 1983)
- More Sightings - avec Hannibal Peterson (Enja, 1984 - released 1994)
- Nightingale (Blue Note, 1989)
- America (Blue Note, 1989)
- Old Feeling (Something Else, 1991)

### En tant que the George Adams-Don Pullen Quartet
- All That Funk (Palcoscenico, 1979)
- More Funk (Palcoscenico, 1979)
- Don't Lose Control (Soul Note, 1979)
- Earth Beams (Timeless, 1981)
- Life Line (Timeless, 1981)
- City Gates (Timeless, 1983)
- Live at the Village Vanguard (Soul Note, 1983)
- Live at the Village Vanguard Vol. 2 (Soul Note, 1983)
- Decisions (Timeless, 1984)
- Live at Montmartre - avec John Scofield (Timeless, 1985)
- Breakthrough (Blue Note, 1986)
- Song Everlasting (Blue Note, 1987)

### En tant que sideman
Avec Gil Evans
- There Comes a Time (RCA, 1975)
- Priestess (Antilles, 1977)
- Gil Evans Live at the Royal Festival Hall London 1978 (RCA, 1979)
- 1981 Lunar Eclypse (live in Europe 1981)
- Live at Sweet Basil (Gramavision, 1984 [1986])
- Live at Sweet Basil Vol. 2 (Gramavision, 1984 [1987])
- 1987 Live At Umbria Jazz: Volume 1 and 2

Avec Craig Harris
- Black Bone (Soul Note, 1983)
- 4 Play (JMT, 1991)

Avec Roy Haynes
- Hip Ensemble (Mainstram, 1971)
- Senyah (Mainstream, 1972)

Avec Cecil McBee
- Mutima (Strata-East, 1974)

Avec Charles Mingus
- Mingus Moves (Atlantic, 1973)
- Mingus at Carnegie Hall (Atlantic, 1974)
- Changes One (Atlantic, 1974)
- Changes Two (Atlantic, 1974)

Avec Don Pullen
- Jazz a Confronto 21 (Horo, 1975)
- Tomorrow's Promises (Atlantic, 1977)

Avec James Blood Ulmer
- Revealing (In + Out, 1977)

Avec McCoy Tyner
- The Greeting (Milestone, 1978)
- Horizon (Milestone, 1979)
- Things Ain't What They Used to Be (Blue Note, 1989)

Avec Phalanx
- 1986 Got Something Good For You
- 1988 Original Phalanx
- 1988 In Touch